# Dorrego (Mendoza)
Dorrego es una localidad y un distrito del departamento Guaymallén, provincia de Mendoza, Argentina. 
Limita al norte con la avenida de Acceso Este (Ruta Nacional 7), al sur con calle El Progreso y Elpidio González, al este con la avenida de Acceso Sur (Ruta Provincial 40), y al oeste con la avenida Costanera.
Tiene 4,5 km², y una población de 28.053 habitantes; su densidad de población es de 6234 hab/km².
Posee un centro de salud, un destacamento policial y ocho escuelas.
El corredor Bioceánico – constituido por la Ruta Nacional 7 y la Ruta Provincial 40 – vinculado con la avenida Costanera, son vías de conexión interdepartamental.
El distrito posee vías primarias, de norte a sur: Remedios Escalada, Dorrego; de oeste a este: Adolfo Calle, Berutti. Las vías secundarias son: de este a oeste: Lamadrid, Moldes y Alsina.

## Toponimia
El nombre de este distrito homenajea al líder federal Manuel Dorrego.

## Población
Con 5432 habitantes (Indec, 2001), forma parte del componente Guaymallen del área metropolitana del Gran Mendoza.
Está compuesto por gente de clase media principalmente y un 5% de clase media-alta.

## Sismicidad
La sismicidad del área de Cuyo (centro oeste de Argentina) es frecuente y de intensidad muy alta, con un silencio sísmico de terremotos medios a graves cada 20 años.
- Sismo de 1861: aunque dicha actividad geológica catastrófica ocurre desde épocas prehistóricas, el terremoto del 20 de marzo de 1861 (164 años), con 12 000 muertes,[3] señaló un hito importante dentro de la historia de eventos sísmicos argentinos ya que fue el más fuerte registrado y documentado en el país. A partir del mismo los sucesivos gobiernos mendocinos y municipales han ido extremando cuidados y restringiendo los códigos de construcción.[2] Con el terremoto de San Juan del 15 de enero de 1944 (81 años) los gobiernos tomaron estado de la enorme gravedad crónica de sismos de la región.
- Sismo de 1920: de 6,8 de intensidad, destruyó parte de sus edificaciones y abrió numerosas grietas en la zona. Hubo 250 muertes por destrucción de casas de adobe[3][2]
- Sismo del sur de Mendoza de 1929: muy grave, y al no haber desarrollado ninguna medida preventiva, a pesar de haber transcurrido solo nueve años del anterior, mató a 30 habitantes por la caída de casas de adobe[2]
- Sismo de 1985: fue otro episodio grave,[4] de 9 s de duración, derrumbando el viejo Hospital del Carmen de Godoy Cruz.

## Historia
La historia del distrito se remonta a la época de los Huarpes, cuando al actual Dorrego se lo denominaba Peipolota y Amancat, y había pertenecido al cacique Esteve. Allí, con anterioridad a la fundación de Mendoza, se instaló el Cacique Pelectay, con su mujer Estepe y su hijo Guaymaré, quienes venían de los Algarrobales de Yopacto. Al fundarse la Ciudad de Mendoza, pasaron primeramente a la encomienda del Capitán Alonso de Carvajal y Campofrío, pero debiendo ausentarse a Chile, transfirió la misma al Capitán Alonso de Reinoso, cuyos dominios fueron confirmados por los Capitanes Generales de Chile Don Rodrigo de Quiroga y después de Don Alonso Sotomayor, y en cuyos documentos consta que dicha encomienda colindaba con la viña y el molino del Capitán Alonso de Videla; y allí residió el cacique Guaymaré, según lo justifica un documento de 1596. 
A dichas tierras se las llamó El Infiernillo, en razón de existir hornos con fuegos permanentes, en los que se cocinaban ladrillos, tejas y botijas – siendo estas tierras las que comprenden hoy al Distrito Dorrego. En su límite sur, fue distrito hasta 1985, con el nombre de Francisco de Laprida, porque en esas inmediaciones se libró la batalla del Pilar, donde desapareció el ilustre congresista sanjuanino Narciso Laprida; también estuvo en esa batalla Domingo F. Sarmiento quien escapó escondiéndose.

## Religión

### Parroquias de la Iglesia Católica
| Arquidiócesis | Mendoza                               |
| ------------- | ------------------------------------- |
| Parroquia     | Nuestra Señora Madre de los Migrantes |

- Asunción de la Virgen

### Otras religiones
Cobran especial importancia las iglesias de origen protestante en sus múltiples vertientes (bautistas, metodistas, pentecostales, adventistas, Testigos de Jehová, Iglesia de Jesucristo de los Santos de los Últimos Días, etc.).
Se destaca especialmente la Iglesia Evangélica Asamblea Cristiana Dios es Amor cuyo campus alberga semanalmente el culto de cientos de miembros.